# Сводные братья
«Сводные братья» (англ. Step Brothers) — американская комедия 2008 года с Уиллом Ферреллом и Джоном Райли.

## Сюжет
У доктора Роберта Добака и Нэнси Хафф много общего, в том числе по сорокалетнему сыну, которые так и не упорхнули из-под родительского крыла. И когда Роберт и Нэнси скрепляют свой союз узами брака, Дэйл и Бреннан становятся братьями. Им приходится не по вкусу новое родство, они ведут себя как капризные подростки, не желая мириться с новыми родственниками. В конце концов, дело доходит до драки.
На помощь им приходит Дерек — родной, младший брат Бреннана, успешный бизнесмен и вообще свой парень. Бреннан ненавидит его с самого детства, и Дейлу тоже не удалось найти с ним общий язык. Подзуживаемый самим же Дереком Дейл бьёт его по голове, чем приводит в восторг Бреннана и заодно возбуждает жуткую страсть в жене Дерека. С этого момента они лучшие друзья.
Но Роберту Добаку надоело заботиться о его великовозрастных детишках, и он ставит ультиматум: либо они находят работу, либо оказываются на улице. На работу их не берут, и они решают организовать своё дело. Нужны инвесторы, и они снимают презентацию, по ходу съёмок которой разбивают любимую яхту отца. Дело принимает серьёзный оборот. Роберт и Нэнси разводятся, а Дэйл и Бреннан берутся за ум, находят себе скучную взрослую работу. И когда они достигают некоторого успеха, как серьёзные взрослые люди, Роберт понимает, — это не то, что нужно в жизни.

## В ролях
- Уилл Феррелл — Бреннан Хафф
- Джон Райли — Дэйл Добак
- Ричард Дженкинс — Роберт Добак
- Мэри Стинберджен — Нэнси Хафф-Добак
- Адам Скотт — Дерек Хафф
- Кэтрин Хан — Элис Хафф
- Джиллиан Вигмэн — Пэм
- Сет Роген — менеджер магазина спортивных товаров
- Андреа Сэвадж — Дэниз
- Мэтт Уолш — пьяница на корпоративе
- Фил Ламарр — второй покупатель дома
- Роб Риггл — Рэнди

## Сборы
Бюджет фильма составил 65 млн. $. В прокате с 25 июля по 21 сентября 2008, наибольшее число показов в 3,182 кинотеатрах единовременно. За время проката собрал в мире 128,107,564 $ из них 100,468,793 $ в США и 27,638,771 $ в остальном мире. В странах СНГ фильм шёл с 4 сентября по 19 октября 2008 и собрал 774,929 $.